# Долна Диканя (язовир)
Долна Диканя е язовир в Югозападна България.
Разположен е в област Перник, в непосредствена близост до село Долна Диканя, на западния склон на планина Верила. Служи главно за регулиране на оттока на река Арката, за напояване на земеделските земи в Радомирската котловина и за риболов. Приютява каракуда, бабушка, червеноперка, уклей, речен кефал, бял амур, шаран, костур и толстолоб. До северния бряг на язовира е обособена вилна зона.